# Ilabaya (Sorata)
Ilabaya (auch: Guachalla) ist eine Ortschaft im Departamento La Paz im südamerikanischen Andenstaat Bolivien.

## Lage im Nahraum
Ilabaya liegt in der Provinz Larecaja und ist zentraler Ort im Cantón Ilabaya im Municipio Sorata. Die Ortschaft liegt auf einer Höhe von 3061 m am Westhang eines Höhenrückens direkt westlich der Hochgebirgskette Cordillera Real oberhalb des Río Chilbaya, der über den Río San Cristobál zum Río Mapiri hin entwässert.

## Geographie
Sorata liegt vor der bolivianischen Hochgebirgskordillere an den westlichen Ausläufern des Illampú-Massivs.
Auf Grund des subtropischen Klimas mit Durchschnittstemperaturen zwischen 15 °C und 20 °C und einem jährlichen Niederschlag von 650 mm ist die Region für landwirtschaftlichen Anbau gut geeignet, die Hänge der zahlreichen Flussauen weisen eine reichhaltige Vegetation und grüne Felder aus.

## Verkehrsnetz
Ilabaya liegt in einer Entfernung von 123 Straßenkilometern nordwestlich des bolivianischen Regierungssitzes La Paz.
Von La Paz führt die asphaltierte Nationalstraße Ruta 2 in nordwestlicher Richtung 70 Kilometer bis Huarina, von dort zweigt in nördlicher Richtung die Ruta 16 ab, die nach 23 Kilometern Achacachi erreicht. Ein Kilometer hinter Achacachi zweigt nach Nordosten hin eine Landstraße ab, die nach acht bzw. weiteren sechs Kilometern die Ortschaften Warisata und Walata Grande durchquert, anschließend über eine Passhöhe von 4270 m führt und dann nach Ilabaya und weiter nach Sorata führt. Auf der Strecke von 30 Kilometern bis Sorata überwindet die Straße einen Höhenunterschied von 1500 m.

## Bevölkerung
Die Einwohnerzahl des Ortes ist in dem Jahrzehnt zwischen den beiden letzten Volkszählungen um etwa ein Viertel zurückgegangen:
| Jahr | Einwohner   | Quelle       |
| ---- | ----------- | ------------ |
| 1992 | keine Daten | Volkszählung |
| 2001 | 377         | Volkszählung |
| 2012 | 290         | Volkszählung |
| 2024 |             | Volkszählung |

Die Region weist einen hohen Anteil an Aymara-Bevölkerung auf, im Municipio Sorata sprechen 92,2 Prozent der Bevölkerung Aymara.